# Strange Weather Lately (Album)
Strange Weather Lately ist das erste Album der schottischen Band Astrid. Der Titel stammt von der gleichnamigen Comic- und Graphic-Novel-Serie Strange Weather Lately (1996–1999).

## Tracks
1. "Kitchen T.V."  – 2:39
2. "Plastic Skull"  – 2:49
3. "High in the Morning"  – 2:39
4. "Zoo"  – 2:29
5. "Standing in Line"  – 3:07
6. "Bottle"  – 2:31
7. "Redground"  – 3:15
8. "Like a Baby"  – 1:58
9. "Stop"  – 3:33
10. "Dusty"  – 2:53
11. "Boat Song"  – 2:21
12. "Boy or Girl"  – 1:56
13. "W.O.P.R.M."  – 4:52